# Hileozaur
Hileozaur (Hylaeosaurus) – czworonożny, roślinożerny dinozaur z grupy Ankylosauria. Rodzaj ten obejmuje jeden gatunek – Hylaeosaurus armatus. Hylaeosaurus oznacza „leśny jaszczur”, armatus oznacza uzbrojony. Nadana została przez angielskiego paleontologa, Gideona Mantella.
Jego pozycja filogenetyczna w obrębie Ankylosauria jest niepewna. Kirkland (1998) uznał go za możliwego przedstawiciela rodziny Ankylosauridae i wchodzącej w jej skład podrodziny Polacanthinae, co czyniłoby go bliskim krewnym rodzajów Polacanthus, Gastonia, Mymoorapelta i Hoplitosaurus. Także Carpenter (2001) uznał hileozaura za przedstawiciela Polacanthinae (z tym, że autor ten podnosił tę podrodzinę do rangi odrębnej rodziny Polacanthidae, siostrzanej do Ankylosauridae); z przeprowadzonej przez niego analizy kladystycznej wynika, że hileozaur był taksonem siostrzanym do rodzaju Mymoorapelta. Z kolei z analizy kladystycznej przeprowadzonej przez Richarda Thompsona i współpracowników (2012) wynika, że taksony zaliczane do Polacanthinae/Polacanthidae, w tym hileozaur, należały do rodziny Nodosauridae. Na drzewie ścisłej zgodności wygenerowanym na podstawie 4248 najbardziej oszczędnych drzew Hylaeosaurus jest w nierozwikłanej politomii z wszystkimi innymi przedstawicielami Nodosauridae. Z kolei na drzewie zgodności wygenerowanym metodą 50% majority rule consensus hileozaur nie jest blisko spokrewniony z innymi taksonami wcześniej zaliczanymi do Polacanthinae/Polacanthidae, lecz jest jednym z najbardziej bazalnych znanych nodozaurów i taksonem siostrzanym do rodzaju Anoplosaurus.

## Opis
Hileozaur był pokryty od grzbietu aż po ogon licznymi płytami kostnymi, które miały różne kształty i wielkości.

## Wielkość
Długość ciała 3-6 m. Ważył około 1,5 tony.

## Pożywienie
Rośliny.

Hileozaur prawdopodobnie pasł się w niskiej roślinności lasów.

## Występowanie
Żył około 140-131 milionów lat temu w okresie kredy (walanżyn/berrias). Zamieszkiwał tereny dzisiejszej Wielkiej Brytanii.

## Odkrycie
Skamieniałości hileozaura zostały znalezione w 1832 na południu Anglii w hrabstwie Sussex przez robotników pracujących w kamieniołomie. Okaz ten został zbadany przez Gideona Mantella.
Dotychczas udało się odnaleźć dwa niekompletne szkielety tego dinozaura oraz wiele pojedynczych kości i płytek pancerza.